# 函館湾
函館湾（はこだてわん）は、渡島半島の南部に位置する津軽海峡に面した湾であり、函館山の南の大鼻岬と松前半島東部の葛登支岬を結ぶ線の北側に位置している。

## 地理

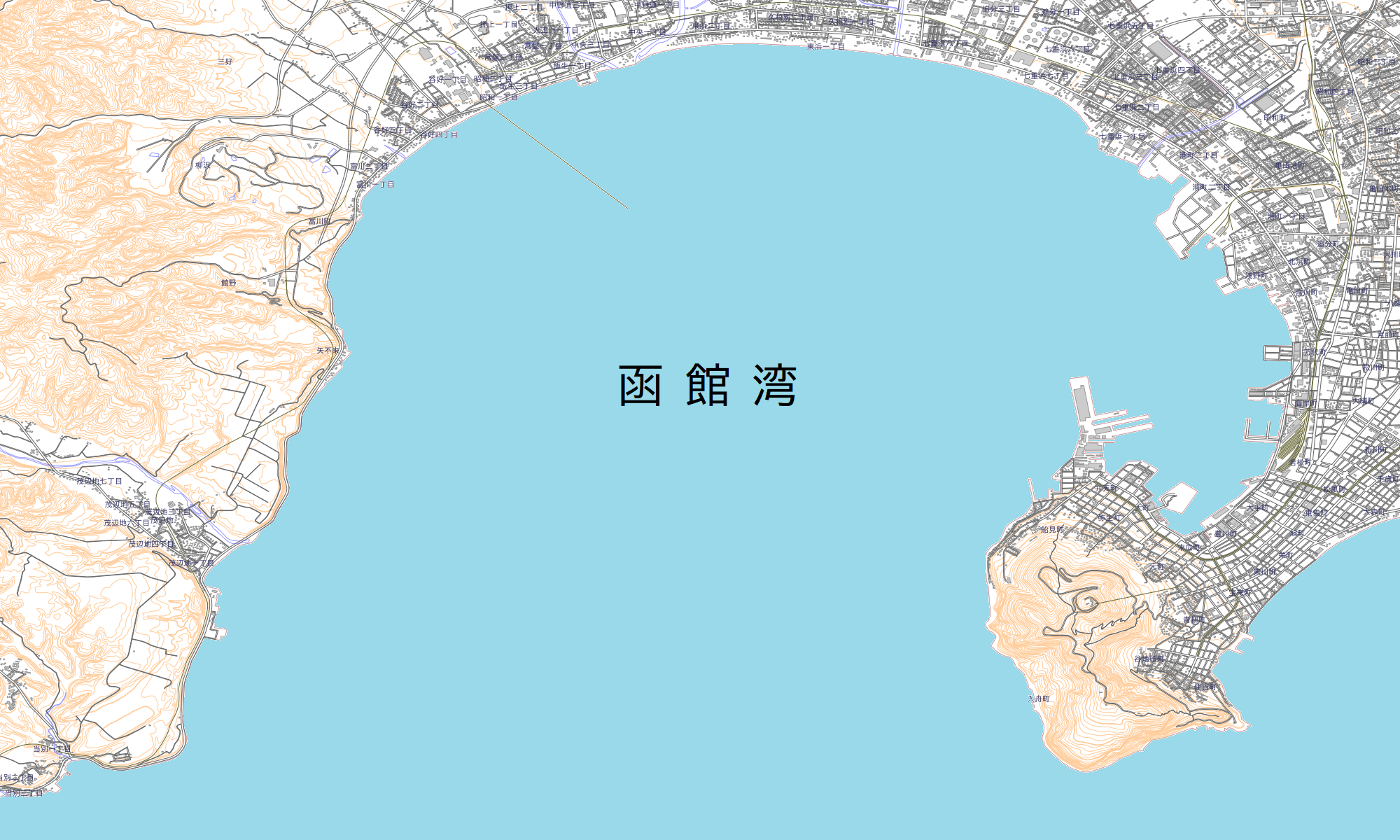
函館湾の地図

函館山を陸繋島とし、亀田半島との間で陸繋砂州（トンボロ）が形成され、その西側に位置する湾である。湾口は幅8.4キロメートル、面積は65km2。湾内と湾口部の最大水深は共に58メートルであり、湾口の水深は湾奥に向かって漸減する。南側は津軽海峡に面する。行政区域としては函館市から北斗市にまたがっていて、湾の東側には函館港がある。
東端の函館山から北斗市街までは弓形の砂浜海岸となっており、その西側は海岸段丘となって海食崖を形成する地点で終端している。

## 自然環境

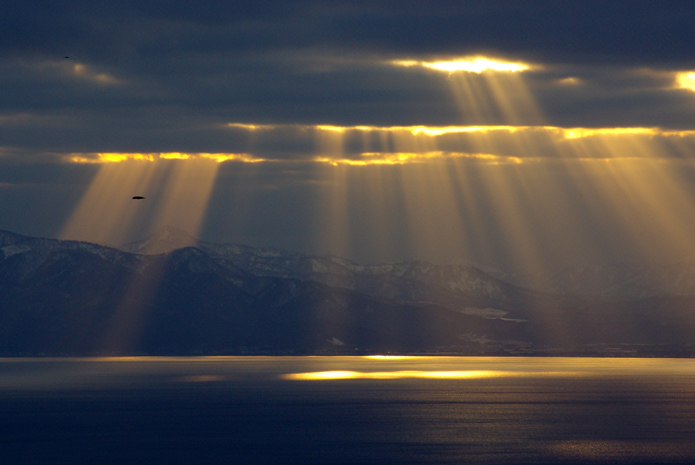
函館湾上の薄明光線。

津軽海峡および函館湾などの沿岸部の海洋生態系は地理的な条件から津軽暖流および親潮や対馬暖流と流入する河川からの影響（水温や栄養素や生活排水や工場排水など）、渡島半島や下北半島や津軽半島などの沿岸地形に由来する海流などに左右され、津軽暖流の流入量が変動するとそれに伴って植物プランクトンの発生状況をはじめとした生態系にも変化が見られる。植物プランクトンの全てが有益ではなく、2015年以降は毎年カレニアミキモトイに由来する赤潮の発生が報告されている。また、これらの赤潮の拡大には天候やアンモニア塩などの外的要因も関連している。
函館湾や近海ではサケ、マイワシ、カタクチイワシ、マアジ、マサバ、イカナゴ、マダイ、マガレイ、マコガレイ、クロソイ、アイナメ、ノリ、ホッキ貝、ホタテガイ、アサリ、コンブなどの多様な生物が生息しており、函館湾でも古くから漁業が営まれてきた湾の中央部から西側では漁獲されているが、赤潮や環境汚染による影響を受けやすいためにこれらの生息状況の把握には長期的なモニタリングを要する。
函館市の近海や津軽海峡や対岸の陸奥湾は現在でもミンククジラやカマイルカやイシイルカやシャチなどの生息域としても知られており、過去には函館湾の一帯にもセミクジラやコククジラやザトウクジラのような沿岸性の大型鯨類やイルカなどが見られていたと推測されるが、現在の函館湾での鯨類の日常的な出現は限られている。また、函館港の開港のきっかけとなったのが捕鯨であり、日米和親条約の締結後に米国の捕鯨船などの補給用に開港されて以降は函館湾や近海でも捕鯨が行われた。函館の捕鯨業には指導役として江戸幕府からジョン万次郎が派遣されたり、アメリカ合衆国やプロイセン（現ドイツ）の捕鯨関係者も携わっていたとされている。その他、弥生町には現在でもセミクジラを模したクジラの供養塔が存在する。
また、青森県各地の遺跡からの痕跡や過去の捕獲記録が残されていることから、ニホンアシカ（絶滅種）やトドやキタオットセイやアザラシなども津軽海峡の一帯で見られた可能性がある。
大型魚類としてはウバザメやオニイトマキエイ（マンタ）やマンボウなどが確認されており、近年の気温と海水温の上昇はウミガメのような本来は暖かい海域を好む生物が津軽海峡に出現するきっかけになっていることが考えられる。

## 湾の利用状況

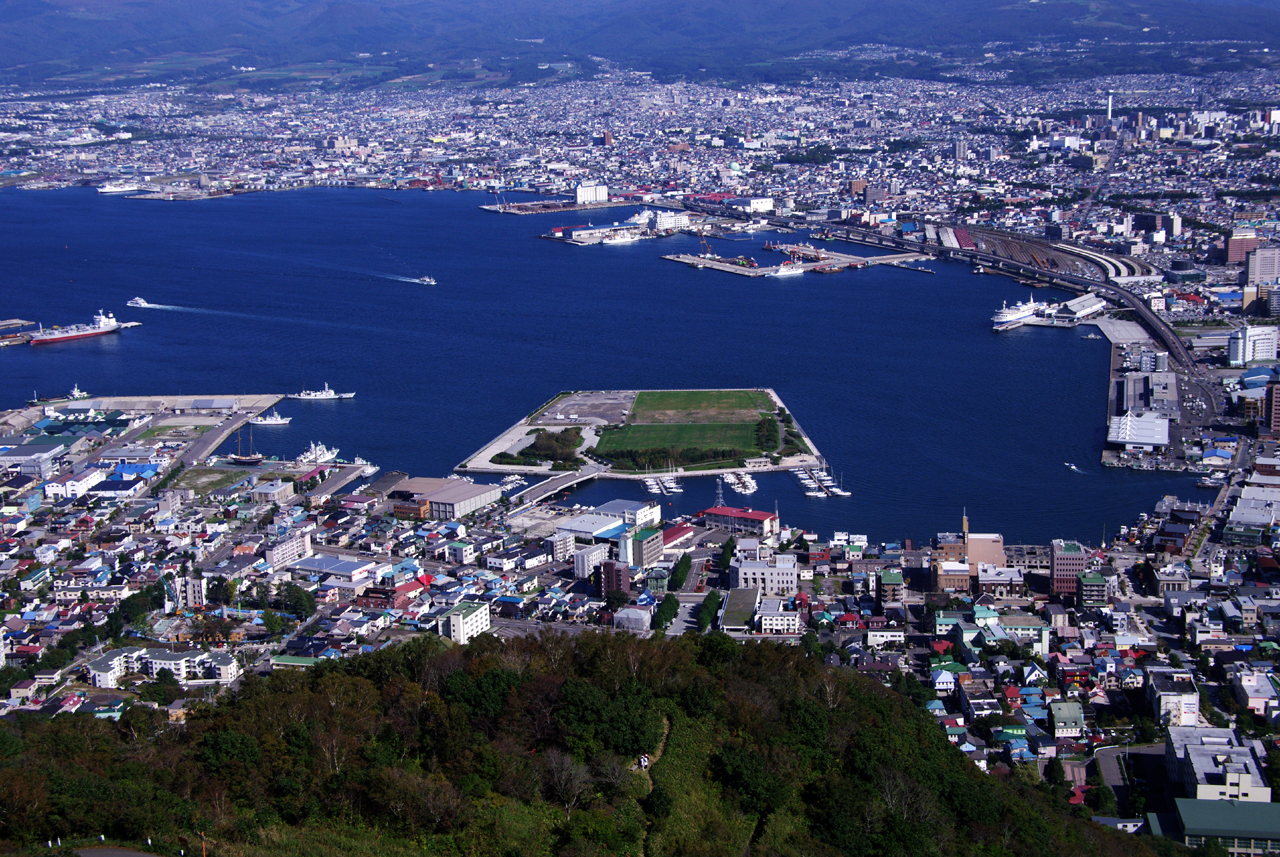
函館山から望む函館湾最奥部。

従来使われていた福山波止場よりも波浪の影響が少ない事から、19世紀半ばに湾内東側に函館港が整備されて本州と北海道を結ぶ物流拠点となった。以降は港を中心に栄えて、現在では東部の函館港周辺の臨海部にはフェリーなどの埠頭の他、造船業、製網業の工場などが立ち並んでいる。また西側の北斗市街地には長さ2キロメートルにおよぶ太平洋セメントの専用桟橋がある。
一方で、湾内への生活排水や工場排水の流入が増えて海水が汚染されたため、1980年から北海道によって函館湾流域下水道が整備され、1990年に供用が始まった。

## 湾岸の市町村
- 函館市
- 北斗市